# Prionolabis lipophleps
Prionolabis lipophleps är en tvåvingeart som först beskrevs av Alexander 1930.  Prionolabis lipophleps ingår i släktet Prionolabis och familjen småharkrankar. Inga underarter finns listade i Catalogue of Life.